# Управление денежного обращения Брунея
Управление денежного обращения Брунея (малайск. Autoriti Monetari Brunei Darussalam, англ. Monetary Authority of Brunei Darussalam) — государственное учреждение Брунея, выполняющее функции центрального банка.

## История
В 1953—1967 годах Бруней входил в зону деятельности Совета уполномоченных по денежному обращению в Малайе и Британском Борнео.
В 1967 году создан Валютный совет Брунея (Brunei Currency Board), получивший право выпуска банкнот и монет. 1 февраля 2004 года Валютный совет Брунея переименован в Валютный и денежно-кредитный совет Брунея.
15 июля 2010 года учреждено Управление денежного обращения Брунея, образованное путём объединения Валютного и денежно-кредитного совета Брунея и трёх других государственных учреждений, Управление начало операции 1 января 2011 года.